# Achraf Tadili
Achraf Tadili, född 8 juli 1980, är en friidrottare från Kanada. Han deltog vid olympiska sommarspelen 2004 och olympiska sommarspelen 2008.